# Мужская женская игра
«Мужская женская игра» — российский фильм, повествующий о женском футболе.
Фильм снимался в Воронеже на Центральном стадионе профсоюзов, на Каменном мосту, спорткомплексе Рудгормаша и улицах города. Жила съёмочная группа на спортивной базе воронежского футбольного клуба «Факел».

## Сюжет
Для победы в тендере на возведение стадиона строительная компания собирает женскую любительскую команду из своих сотрудниц. Тренером назначается сын тренера одной из команд высшей лиги, который работает в отцовской команде простым рабочим. Следя за тренировками отца, он применяет его методы работы и добивается успеха, выигрывая со своей командой любительский турнир по футболу среди женщин.

## В ролях
- Михаил Станкевич — Егор, сын тренера
- Валерий Баринов — Тренер Фурцев
- Егор Баринов — Макс Груздев, футболист
- Павел Сборщиков — Михаил
- Максим Коновалов — Стас
- Дарья Чаруша — Ирина, бухгалтер
- Андрей Подошьян — Жигун
- Валентина Рубцова — Лиза, маляр, вратарь футбольной команды
- Галина Боб — Тоня, штукатур
- Светлана Иванова — Римма
- Владислав Ширченко — станционный выпивоха

## Награды
- 2011 — IX Международный фестиваль спортивного кино «Красногорский» в номинации «Лучший российский фильм»[3].